# Сентрал-Гарденс (Техас)
Сентрал-Гарденс (англ. Central Gardens) — переписна місцевість (CDP) в США, в окрузі Джефферсон штату Техас. Населення — 4373 особи (2020).

## Географія
Сентрал-Гарденс розташований за координатами 29°59′16″ пн. ш. 94°1′22″ зх. д. / 29.98778° пн. ш. 94.02278° зх. д. (29.987706, -94.022881).  За даними Бюро перепису населення США в 2010 році переписна місцевість мала площу 6,72 км², з яких 6,48 км² — суходіл та 0,24 км² — водойми.

## Демографія
Згідно з переписом 2010 року, у переписній місцевості мешкало 4347 осіб у 1725 домогосподарствах у складі 1232 родин. Густота населення становила 647 осіб/км².  Було 1965 помешкань (292/км²).
Расовий склад населення:
| - 92,5 % — білих - 1,7 % — азіатів - 0,8 % — чорних або афроамериканців - 0,5 % — корінних американців - 2,3 % — осіб інших рас |

До двох чи більше рас належало 2,2 %. Частка іспаномовних становила 8,9 % від усіх жителів.
За віковим діапазоном населення розподілялося таким чином: 21,6 % — особи молодші 18 років, 64,3 % — особи у віці 18—64 років, 14,1 % — особи у віці 65 років та старші. Медіана віку мешканця становила 41,1 року. На 100 осіб жіночої статі у переписній місцевості припадало 103,2 чоловіків;  на 100 жінок у віці від 18 років та старших — 102,3 чоловіків також старших 18 років.
Середній дохід на одне домашнє господарство  становив 105 664 долари США (медіана — 66 736), а середній дохід на одну сім'ю — 99 168 доларів (медіана — 81 537). За межею бідності перебувало 5,7 % осіб, у тому числі 4,6 % дітей у віці до 18 років та 2,5 % осіб у віці 65 років та старших.
Цивільне працевлаштоване населення становило 2055 осіб. Основні галузі зайнятості: освіта, охорона здоров'я та соціальна допомога — 23,4 %, виробництво — 18,6 %, науковці, спеціалісти, менеджери — 13,3 %, будівництво — 10,7 %.